# Munetaka Tokuyama
Munetaka Tokuyama（ムネタカ・トクヤマ、1978年5月5日 - ）は、日本の写真家。男性。大阪府出身。
NIKEやコカ・コーラなどの広告などでしられる広告を中心に活動している写真家である。
躍動感のある作風を得意とし、国の枠にとらわれず国際的に活動している。